# Лифт на эшафот (фильм)
«Лифт на эшафот» (фр. Ascenseur pour l'échafaud) — французский художественный фильм, дебют Луи Маля, экранизация одноимённого романа Ноэля Калефа. Вышел под названием Elevator to the Gallows в США и Lift to the Scaffold в Великобритании. Фильм известен также благодаря меланхоличному звуковому ряду в стиле кул-джаз, музыка записана американским трубачом и основателем этого направления Майлзом Дэвисом.

## Сюжет
Главные герои, пара любовников, планируют идеальное убийство мужа женщины, Симона Караля́ — оружейного и нефтяного магната. Убийца, Жюльен Тавернье, бывший десантник Иностранного легиона, ветеран войн в Индокитае и Алжире, забирается по верёвке в офис жертвы (своего босса), делая вид, что заперся в кабинете (с помощью несведущей секретарши). Убийство проходит гладко. Однако, собираясь отъезжать на машине, он видит, что забыл верёвку, свисающую из окна, и решает за ней возвратиться, оставив машину открытой и заведённой. По дороге за верёвкой Жюльен застревает в лифте, так как здание закрывалось на выходные и сторож перед уходом выключил электричество. В то же время молодая пара — автоугонщик Луи и цветочница Вероник — угоняют машину Жюльена. Луи обнаруживает пистолет и мини-камеру в бардачке и начинает воображать себя секретным агентом и героем войны. Он гоняет с подругой на машине по ночному городу и шоссе.
На ночь Луи и Вероник останавливаются в мотеле вместе со случайно познакомившейся с ними немецкой супружеской парой. Вероник делает снимки обеих пар на камеру Тавернье. Утром Луи пытается угнать роскошный «Мерседес» немцев, но немцы его обнаруживают, и он убивает их из пистолета Жюльена. Луи и Вероник удаётся сбежать с места преступления. Позже, осознав неизбежность возмездия за преступление, Вероник пытается покончить с собой и убеждает Луи сделать то же самое, но ошибается с дозой лекарства.
Полиция идёт по ложному следу, расследуя версию, что убийца — Жюльен. Улики неопровержимы: ведь Луи и Вероник остановились в мотеле под именем супружеской пары Тавернье. За ним едут в офис Караля. Включается электричество, и Жюльену удаётся уйти из здания незамеченным. В то же время полицейские обнаруживают труп босса. Через некоторое время Жюльена арестовывают в кафе по подозрению в убийстве немецкой супружеской пары.
Флоранс (жена Симона) видела машину Жюльена с Вероник на пассажирском сиденье, но уговорила сама себя, что ошиблась. Поэтому она ночью, несмотря на ливень и грозу, ищет Жюльена и в одном из баров встречает его друга. В 5 часов утра их обоих арестовывают, но позже отпускают, узнав, что она — жена Караля. Заголовки утренних газет гласят, что Жюльен — убийца туристов, однако Флоранс этому не верит и начинает собственное расследование и быстро находит настоящих преступников. Она едет за Луи, который хочет забрать фотографии из мотеля, где его и арестовывает полиция (Лино Вентура). Флоранс и Жюльена обвиняют в убийстве Симона Караля, поскольку на плёнке с мини-камеры имеются и их совместные фотографии, что говорит об их связи и мотивах к убийству Симона.

## В ролях
- Жанна Моро — Флоранс Караля
- Морис Роне — Жюльен Тавернье
- Жорж Пужули — Луи
- Йори Бертен — Вероник
- Лино Вентура — комиссар Шеррье
- Шарль Деннер — инспектор, допрашивающий Тавернье
- Марсель Журне — председатель совета администрации
- Жан-Клод Бриали — постоялец в мотеле (в титрах не указан)

## Критика
На агрегаторе рецензий Rotten Tomatoes рейтинг одобрения составляет 93% на основе 57 обзоров со средним баллом 8,1 из 10. На Metacritic рейтинг составляет 94 балла из 100 на основе 16 рецензий, с оценкой «всеобщее признание».